# میتا-مگورو، توکیو

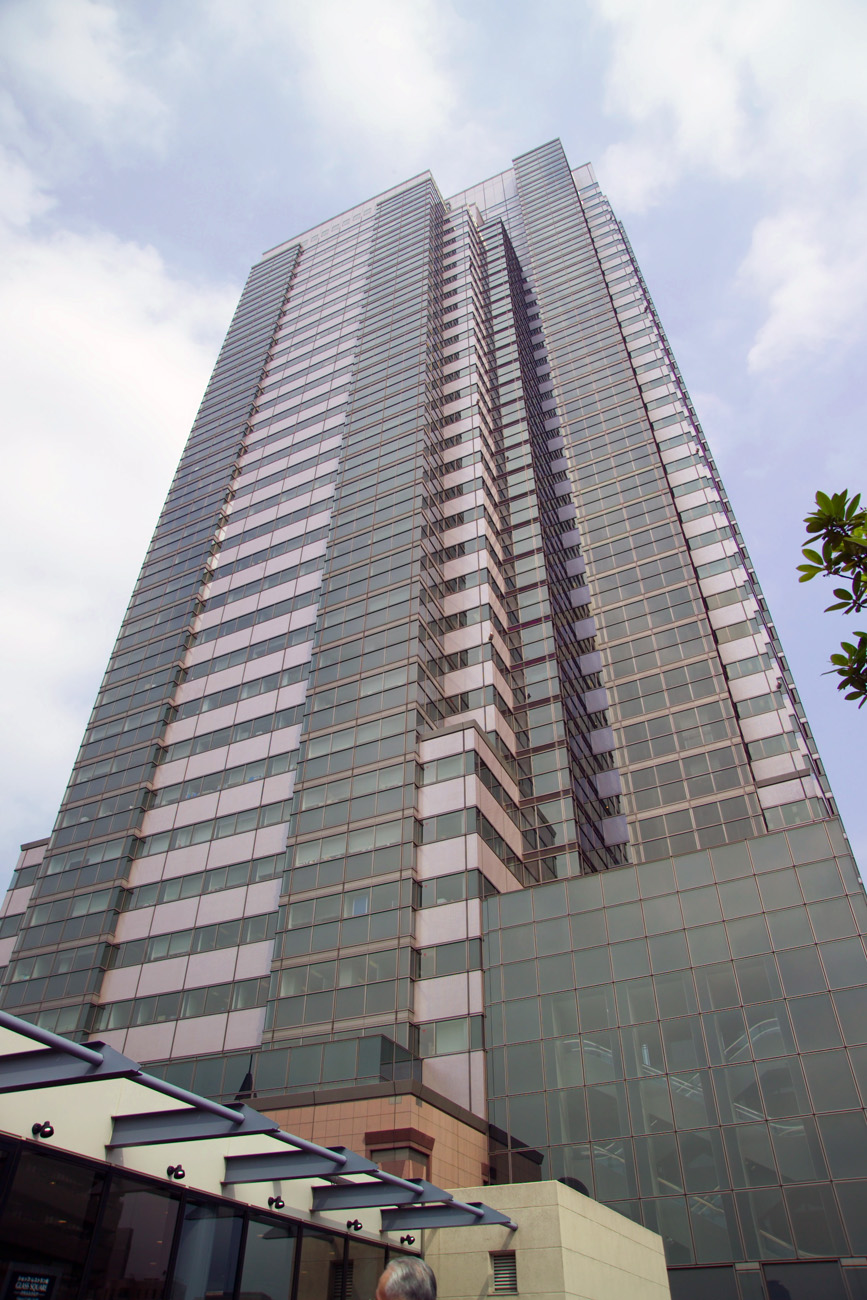
ساختمان یبیسو گاردن در میتا

میتا-مگورو (به ژاپنی: 三田-目黒  Mita, Meguro) یکی از محله‌های توکیو پایتخت ژاپن است که در منطقهٔ مگورو واقع شده‌است.

## ایستگاه راه آهن
- جی آر، خط یامانوته، ایستگاه ابیسو